# 8992 Magnanimity
8992 Magnanimity este un asteroid din centura principală, descoperit pe 14 octombrie 1980, de Observatorul Zijinshan.